# گرگوری جی هاربو
گرگوری جی هاربو (به انگلیسی: Gregory J. Harbaugh) فضانورد اهل کشور ایالات متحده آمریکا است که در ۱۵ آوریل ۱۹۵۶ میلادی در کلیولند، اوهایو زاده شد. وی در مأموریت اس‌تی‌اس-۳۹، اس‌تی‌اس-۵۴، اس‌تی‌اس-۷۱، اس‌تی‌اس-۸۲ حضور داشته است.